# Drottningmoder
En drottningmoder är en titel som finns i vissa monarkier, främst den brittiska och vissa afrikanska. Den står för en mor till en monark (som en kung eller en regerande drottning).
I svensk tradition har monarkernas mödrar snarare varit änkedrottningar, som haft sin ställning i egenskap av den förre kungens gemåler och som står efter den aktuelle kungens gemål i rang, men i vissa kulturer finns ställning som drottningmoder. 
I polygama kulturer, tenderar drottningmodern att ha en högre ställning än kungens hustrur och styvmödrar. Ett exempel på en sådan kultur är Swaziland. 
Ett exempel på en drottningmoder är drottning Elizabeth II av Storbritanniens mor Elizabeth, som hade titeln drottningmoder.